# Alberto Gambino
Alberto Gambino (Buenos Aires Argentina, 28 de julio de 1899 - ídem, 8 de junio de 1987) fue un bandoneonista, violinista, director de orquesta y compositor dedicado al género del tango.

## Primeros años
Compartió sus primeros años de vida con los hermanos Julio De Caro, también nacido en 1899 y Francisco De Caro, que era un año mayor, que vivían en la casa lindera. Su padre, que era maestro de música, le enseñó las primeras nociones de teoría musical y la técnica de ejecución del violín. Hizo sus estudios primarios y por poco tiempo asistió al colegio secundario.

## Actividad profesional
Alberto Gambino era violinista en el conjunto de El Rusito Antonio Gutman en un café de San Juan, entre Maza y Boedo. Su padre tenía una confitería con una orquesta de tango y había comprado un bandoneón pues el músico contratado no tenía instrumento que al irse el mismo, quedó en su casa y en 1911 Gambino comenzó a sacar algunas notas  imitando lo que había visto, y también recibió ayuda de Gutman. El director Augusto Berto le propuso integrar su orquesta como violinista y fue así que actuó en el Carnaval de 1914 y también en el local L'Hipodrome. Entre 1915 y 1921 trabajó en el Teatro Coliseo integrando orquestas de tango y otras de repertorio clásico.
De 1925 a 1928 viajó por la Patagonia tocando tanto el violín como el bandoneón, al mismo tiempo que trataba de perfeccionarse en la ejecución de este último. A su regreso hizo un reemplazo del violinista Alejandro Scarpino y a partir de allí se dedicó decididamente al bandoneón. Con este instrumento se incorporó al elenco de LOY Radio Nacional – que luego pasó a ser Radio Belgrano-, tocó con la Típica Muraro en el restaurante El Tráfico, de la Avenida Alvear, actuó en LS9 La Voz del Aire formando parte de la orquesta del violinista César Petrone, con actuaciones en LS9 La voz del aire y finalmente, en 1930, pasó a dirigir la orquesta de Radio Nacional, en el popular radioteatro Chispazos de tradición. Por la orquesta dirigida por Gambini pasaron, entre otros conocidos músicos, Héctor Varela en 1931, Ismael Spitalnik que fue su primer bandoneón en 1938, el también bandoneonista Joaquín Do Reyes y Argentino Galván como arreglista; entre sus cantantes estuvieron Choly Mur en 1941, Alberto Marino y Ernesto Famá, que dejó dos piezas grabadas.
Alberto Gambino aparece actuando en el filme de Argentina Loco lindo  de 1936.

## Labor como compositor
Entre las obras que compuso Alberto Gambino se destacan: 
- Acacias, letra y música de Gambino, grabado por Mercedes Simone y por Francisco Lomuto con el cantor Fernando Díaz.
- A que mentir ni jurar, letra de Ivo Pelay que grabó Gambino con la voz de Ernesto Famá.
- Callecita de ensueño, letra de J. L. Menache, registrado por Roberto Firpo con la voz de Príncipe Azul.
- Fuegos de artificio, marcha con letra de Ivo Pelay, registrado por Gambino con el cantor Ernesto Famá.
- Melenudo, letra de Pablo Rodríguez, grabado por Mercedes Simone, con acompañamiento de guitarras.
- Mi carnaval, letra de Francisco Laino, registrado por la orquesta Típica Ciriaquito, dirigida por Ciriaco Ortiz con la voz de Carlos Lafuente.
- Mosterio, registrado por Francisco Lomuto con la voz de Fernando Díaz.
- Pedile permiso, polca humorística con letra de Jesús Fernández Blanco grabado por Francisco Canaro con la voz de Roberto Maida.
- La porfiada, ranchera registrada por Firpo con Príncipe Azul,

Alberto Gambino falleció en Buenos Aires el 8 de junio de 1987.